# Hamílcar Magó
Hamílcar (en llatí Hamilcar, en grec antic Ἀμίλχαρ) va ser un general cartaginès, mort durant la batalla d'Hímera l'any 480 aC, un dels episodis de la gran expedició grega a Sicília.
Heròdot l'anomena fill d'Hannó Sabel·le, també general cartaginès i d'una dona de Siracusa, i li dona el títol de «rei» (βασιλεύς), títol que els grecs donaven als dos magistrats en cap de Cartago malgrat que el nom més adient podria ser el de súfets o 'jutges'.
Justí diu que va servir amb distinció a Sardenya i Àfrica però el fa fill de Magó. Degut a aquests mèrits va arribar a la més alta dignitat de la República i li va ser encomanada la direcció de l'expedició a Sicília durant la guerra pel control de l'illa, la més gran mai intentada pels cartaginesos. Heròdot i Diodor de Sicília parlen d'un exèrcit de tres-cents mil homes, xifra que actualment es considera exagerada.
Durant el viatge a l'illa va perdre alguns vaixells pel mal temps, però va arribar a Panorm i d'aquesta ciutat va passar a Hímera que va assetjar. Hímera estava defensada per Teró d'Acragant que es va protegir darrere les muralles sense presentar combat. Geló I de Gela i Siracusa, que era el sogre de Teró, no va trigar a acudir en ajut del seu gendre i es va enfrontar amb els cartaginesos, que tot i la seva superioritat numèrica van ser derrotats totalment; els que no van morir en la batalla i van poder escapar, els homes de Geló els van fer presoners.
De la sort final d'Hamílcar hi ha diversos relats: segons Diodor i Poliè Hamílcar va morir al començament de la batalla, mort per un cos de cavallers que Geló havia introduït a les línies enemigues amb un estratagema. Heròdot diu que el seu cos no va ser trobat i va córrer el rumor que s'havia suïcidat en veure la batalla perduda, llançant-se al foc en el qual s'havien fet els sacrificis propiciatoris. Heròdot també diu que se li van rendir honors a Cartago i altres ciutats, cosa poc compaginable amb el que diu Diodor, que explica que el seu fill Giscó va ser desterrat de Cartago per la derrota del seu pare. Justí diu que va deixar tres fills: Himilcó, Hannó, i Giscó.
El seu net, Hanníbal Magó, lideraria una segona expedició contra Sicília i capturaria Hímera, on va torturar i assassinar tres mil grecs en venjança per la derrota del seu avi.